# Rittal

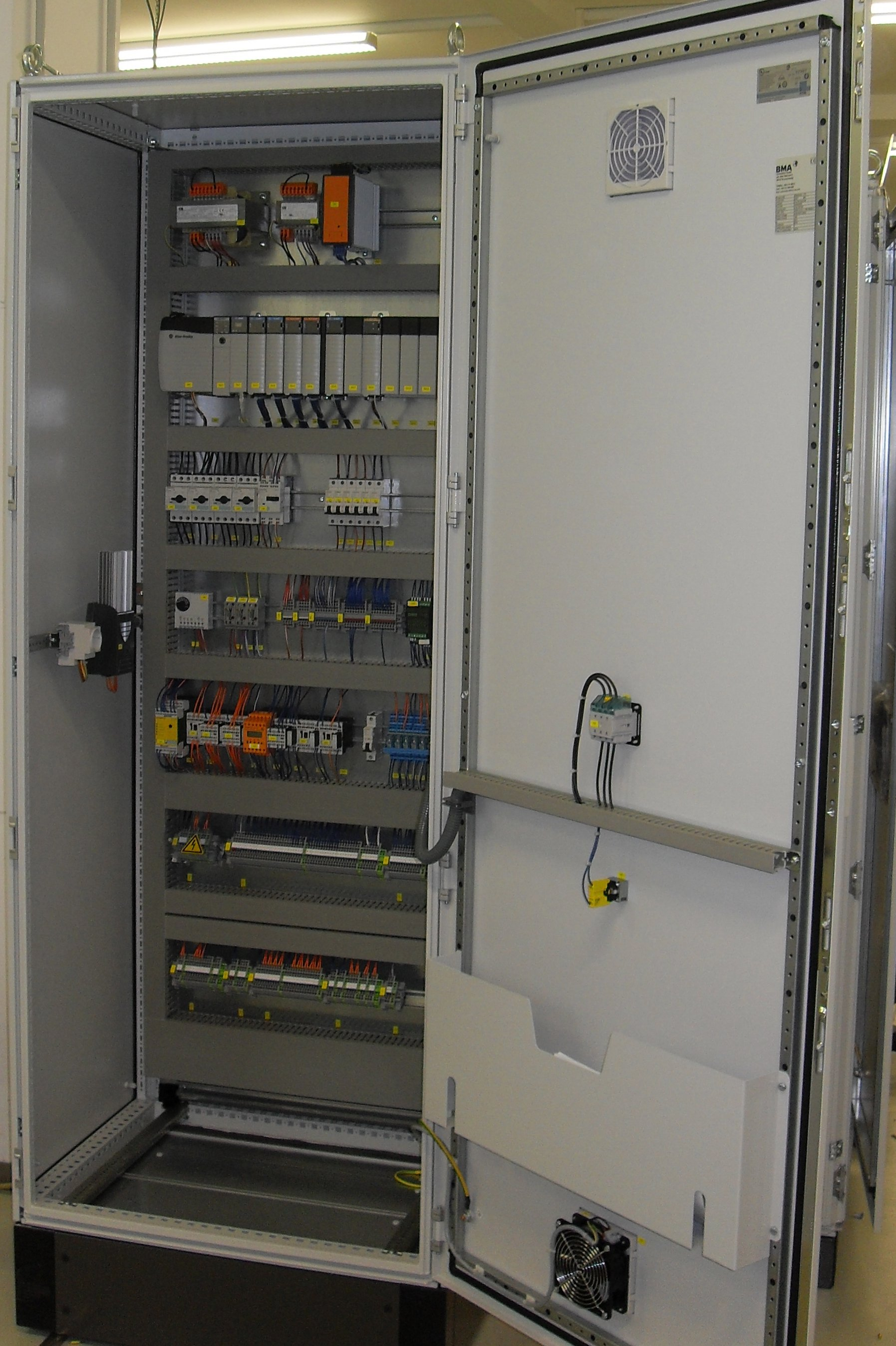
Automate programmable installé dans une armoire de Rittal

Rittal GmbH & Co KG est une société allemande d'équipement électrotechnique, électronique et informatique.

## Histoire
La société est fondée en 1961 à Rittershausen par Rudolf Loh.
En 2017, Rittal lance la manufacture des edge data centers, des centres de données équipés d'un système complet de gestion. En juillet 2019, Rittal signe un partenariat stratégique avec Atos et Siemens pour développer ses edge data centers pour les secteurs de l'industrie, des villes intelligentes, des magasins connectés...

## Description
Rittal est membre du groupe Friedhelm LOH (en) dont elle est la filiale la plus importante.
RITTAL est un acteur majeur sur le marché de l'enveloppe technique ( armoire électrique, rack électronique, baie 19" ) qui constitue son métier historique. Cette activité fait d'ailleurs partie du groupe Friedhelm LOH le deuxième consommateur d'acier en Allemagne après le groupe Volkswagen.[réf. nécessaire]